# Kenkey

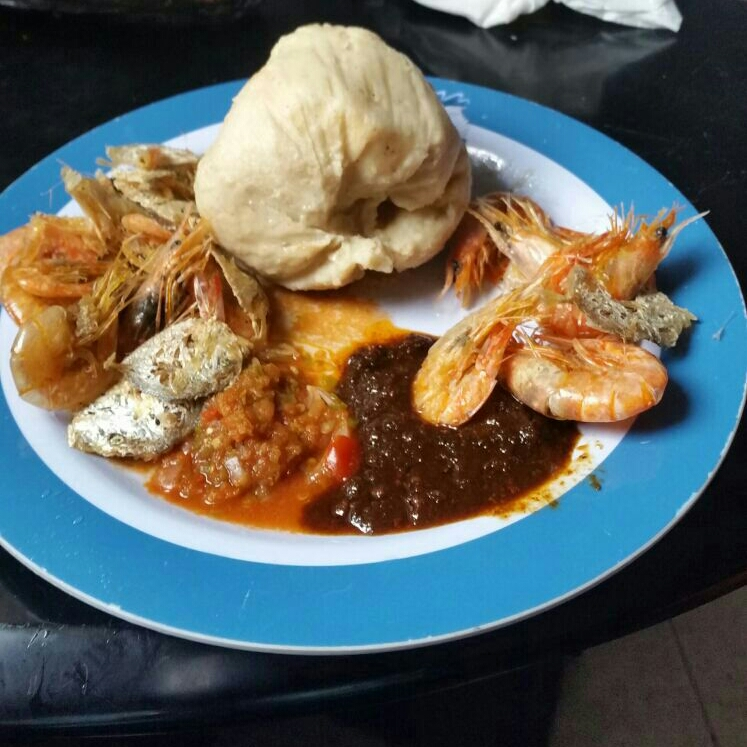
Kenkey ga accompagné de crevettes.

Le kenkey est un plat à base de maïs fermenté consommé au Ghana, au Togo et au Benin, en particulier par le peuple ga qui l'appelle komi, les Fante qui le nomment dokono, les Ewe qui le nomment kom et les Fon.

## Préparation
Le kenkey se prépare avec des grains de maïs séchés qu'on fait tremper dans l'eau pendant trois jours pour les ramollir et les faire fermenter. Lavés, ils sont envoyés à la minoterie pour être moulus et transformés en pâte. La pâte fermentée est ensuite pétrie, puis séparée en deux parts. L'une est cuite, puis mélangée à l'autre moitié, crue.
Chez les Ga, ce mélange est enroulé dans des enveloppes de maïs qu’on fait bouillir longuement. Les Fante l'enveloppent dans des feuilles de bananier plantain.
L'eau du bouillon constitue un breuvage nourrissant, le otinshi nu.

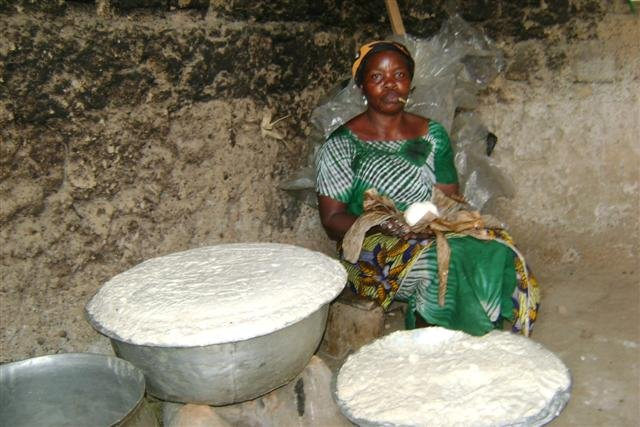
Préparation de la pâte.
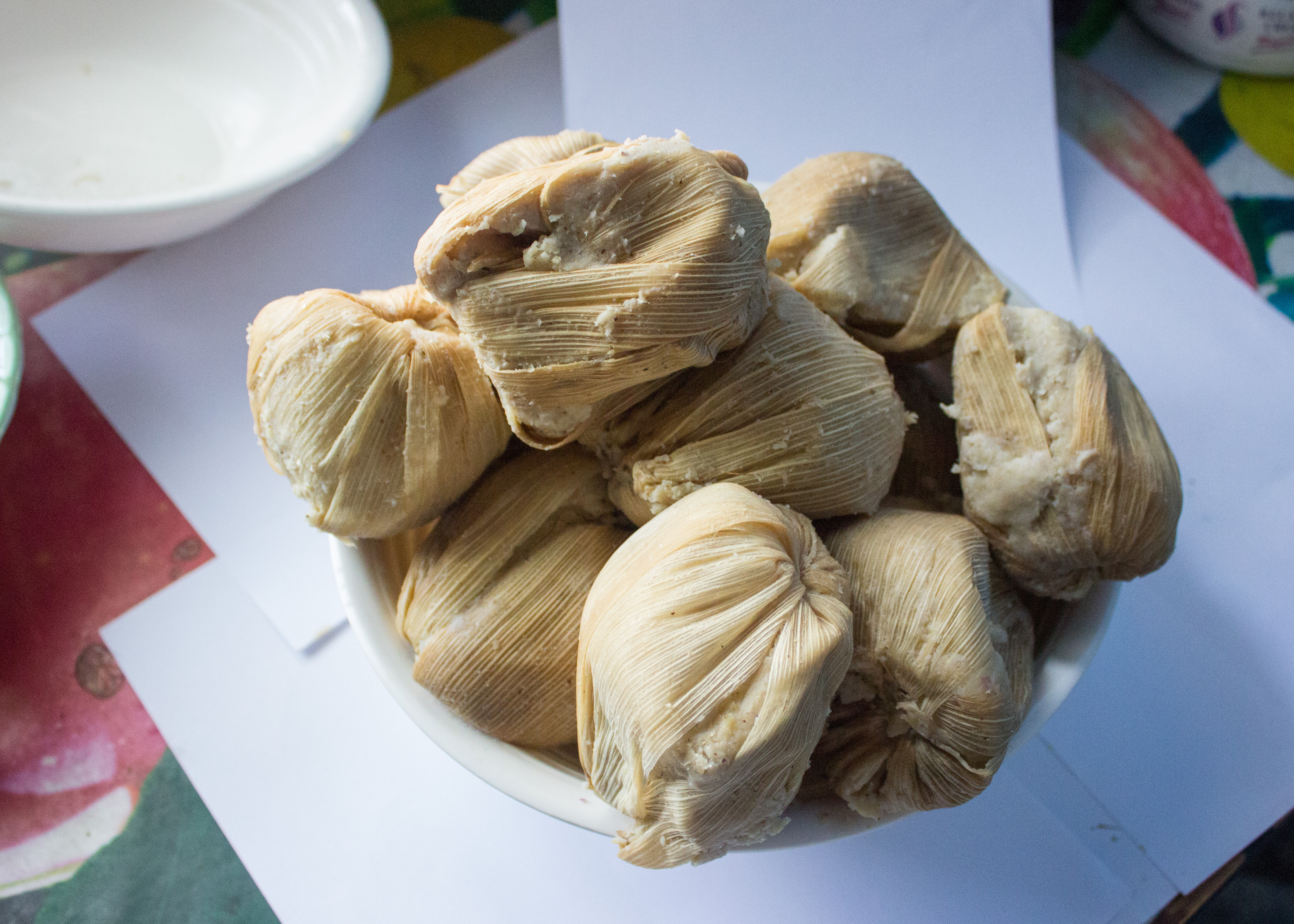
Boules de kenkey.
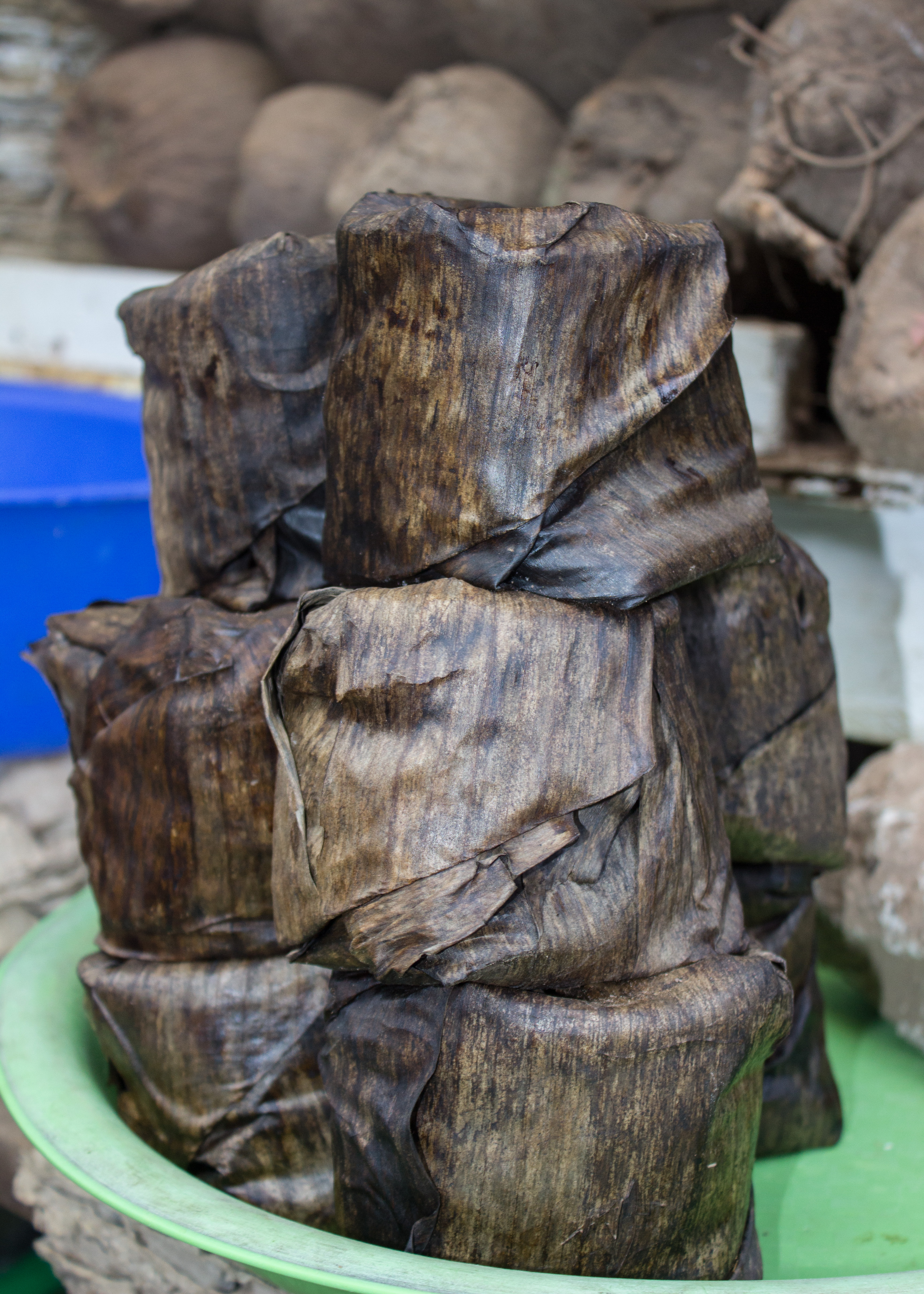
Kenkey fante enveloppé.
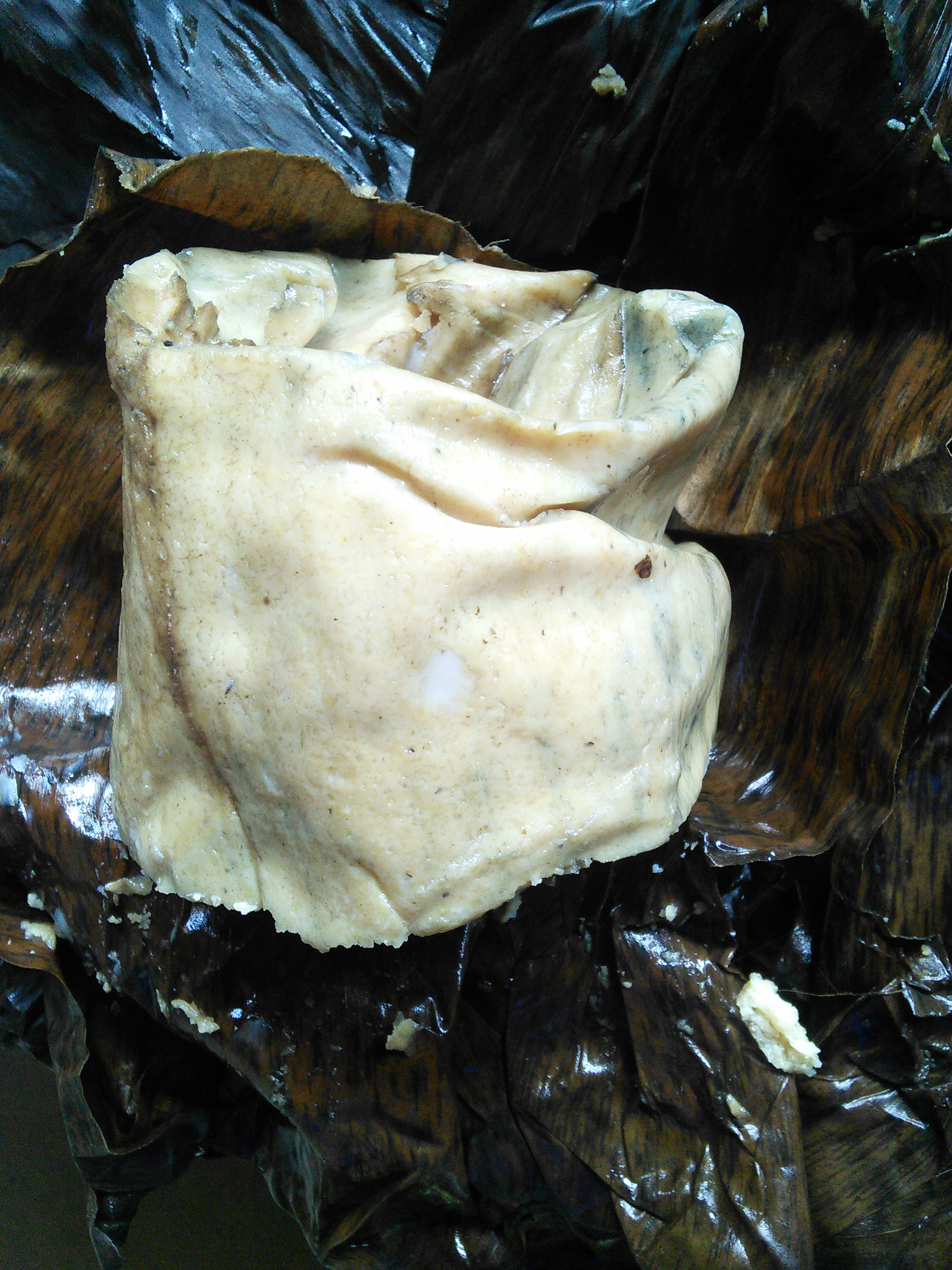
Kenkey fante déballé.
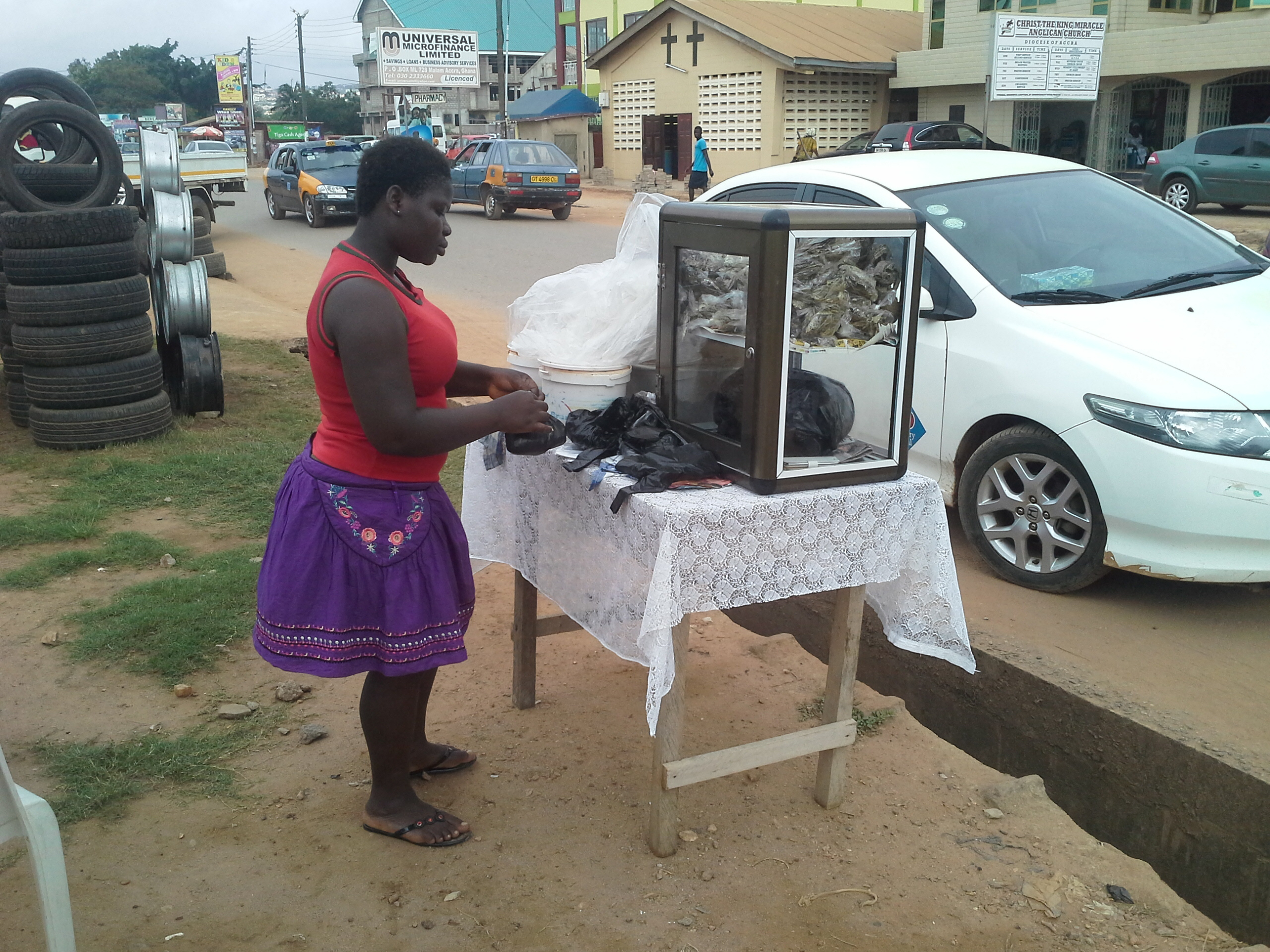
Vente de kenkey dans la rue.

## Consommation
Il peut accompagner des soupes et des ragoûts ou être servi nappé d'une sauce noire, le shito.

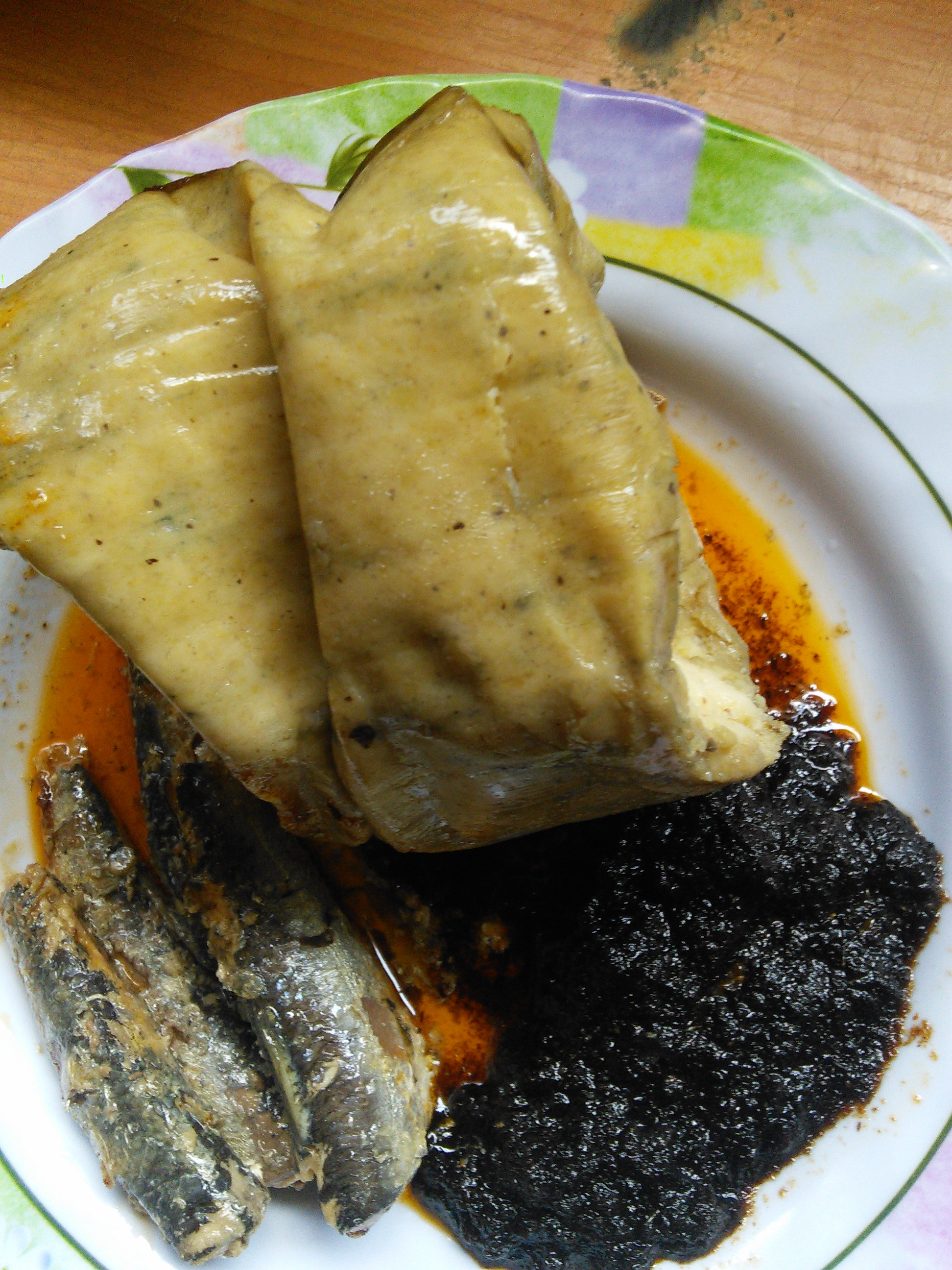
Kenkey fante avec sardine et shito.
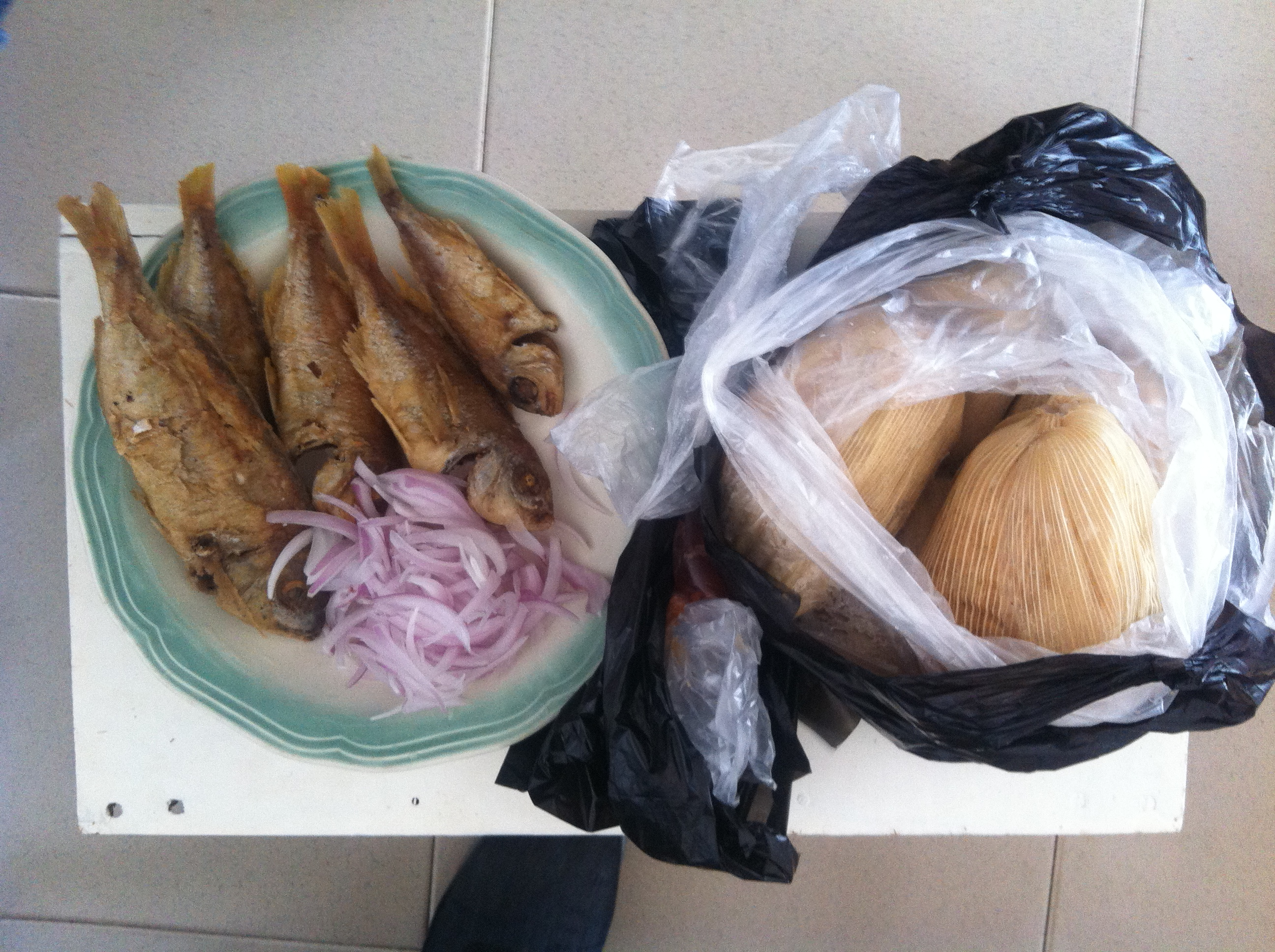
Kenkey au poisson frit.
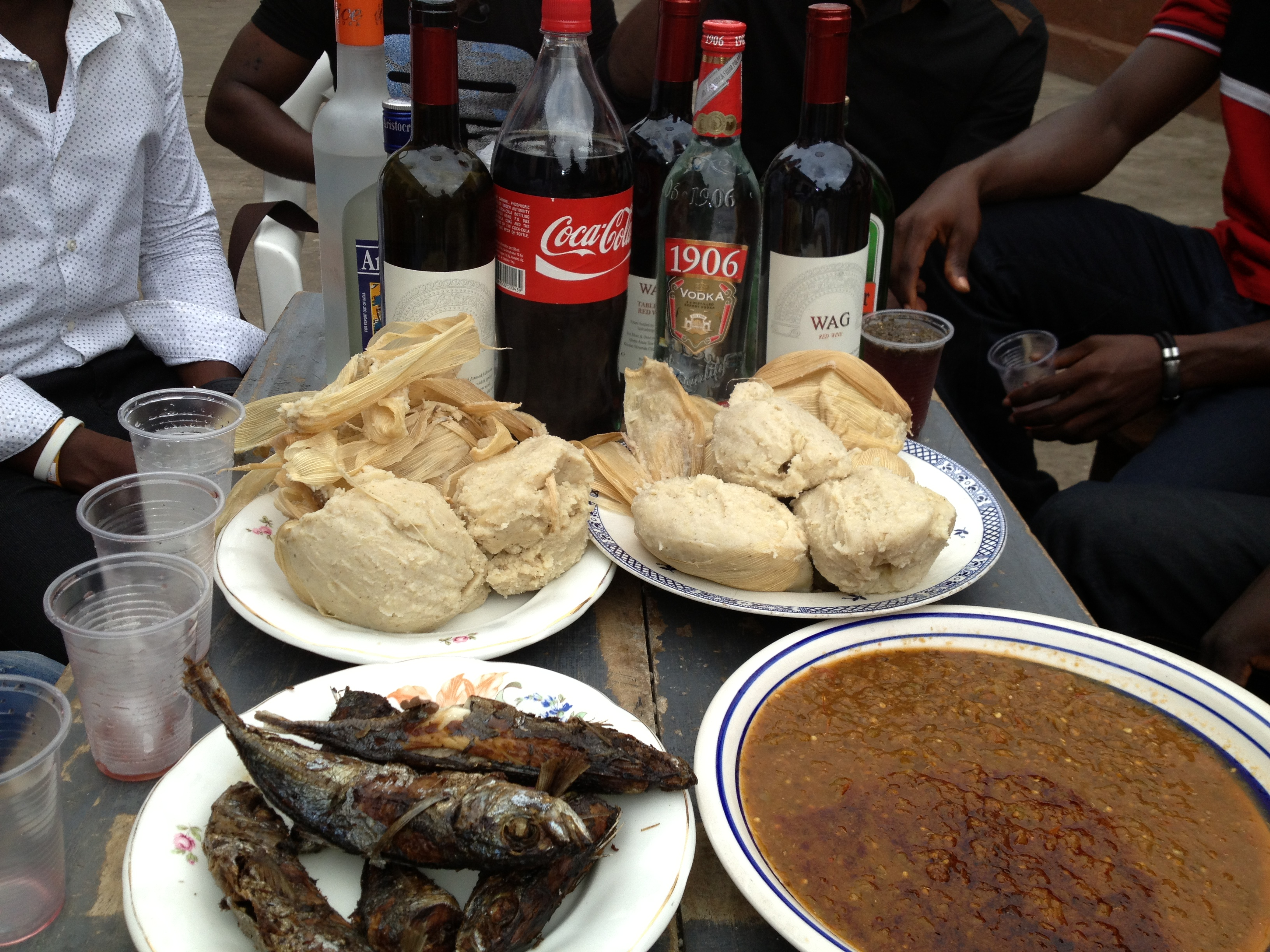
Festin de kenkey.
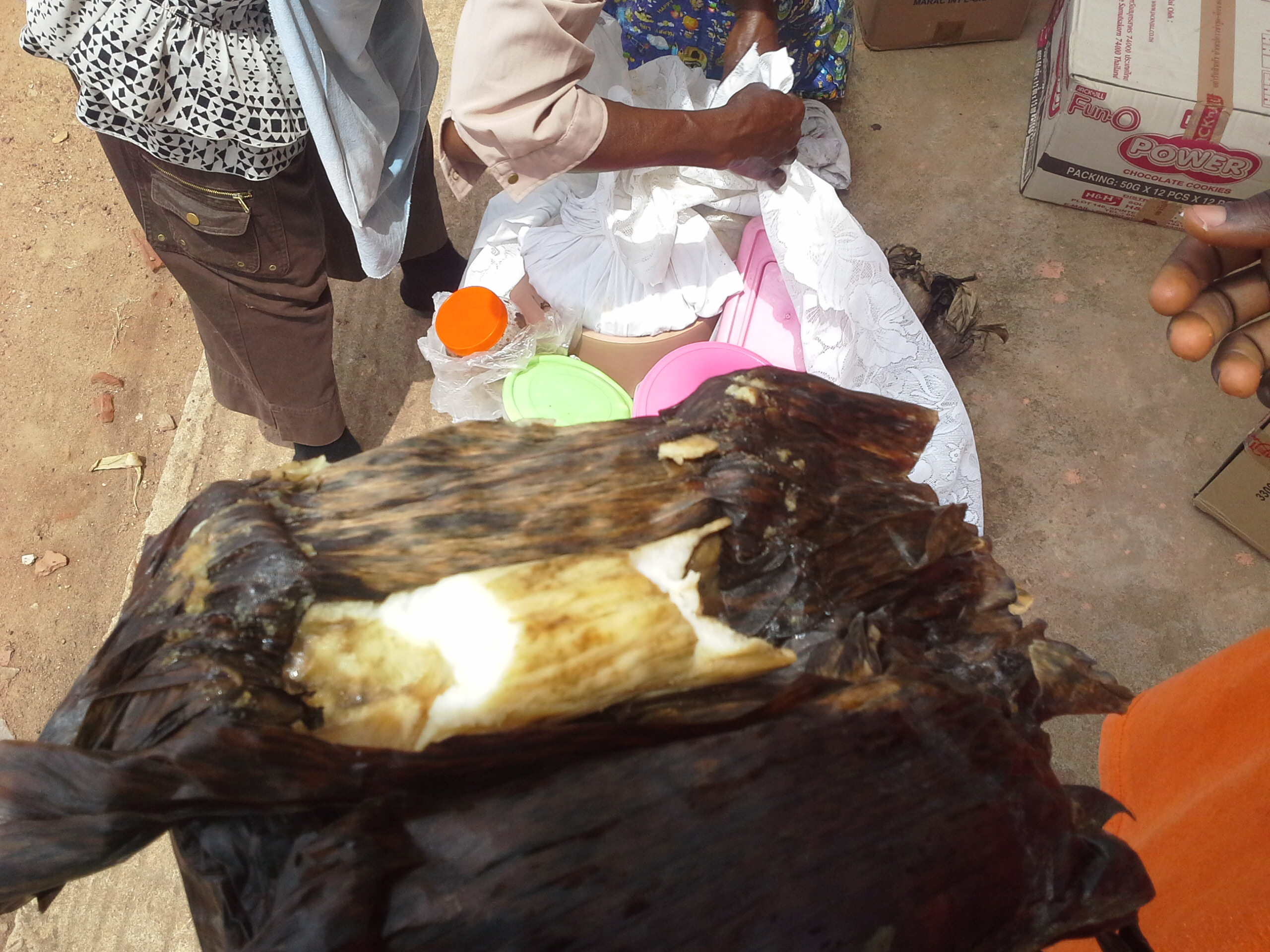
Kenkey au sucre.